# Drepanulatrix columbaria
Drepanulatrix columbaria är en fjärilsart som beskrevs av Mcdunnough 1939. Drepanulatrix columbaria ingår i släktet Drepanulatrix och familjen mätare. Inga underarter finns listade i Catalogue of Life.